# 1053년

## 연호
- 북송(北宋) 황우(皇祐) 5년
- 요(遼) 중희(重熙) 22년
- 일본(日本) 에이쇼(永承) 8년 / 덴기(天喜) 원년
- 서하(西夏) 복성승도(福聖承道) 원년
- 리 왕조(李朝) 숭흥다이바오(崇興大寶) 5년

## 기년
- 고려(高麗) 문종(文宗) 7년
- 북송(北宋) 인종(仁宗) 31년
- 요(遼) 흥종(興宗) 23년
- 서하(西夏) 의종(毅宗) 5년
- 리 왕조(李朝) 태종(太宗) 26년

## 탄생
- 5월 26일 - 키예프 대공국의 대공 블라디미르 2세 모노마흐. (~1125년)